# سید مصطفی کاشانی
سید مصطفی کاشانی(۱۲۶۴ ه.ق. کاشان ۱۳۳۶ ه.ق. نجف) از مجتهدان شیعه در عصر قاجار و از روحانیون مشروطه‌خواه است. سید ابوالقاسم کاشانی پسر وی و سید احمد کاشانی و محمود کاشانی نوه‌های او هستند.

## شهرت
سید مصطفی کاشانی به علت سکونت در تهران و نجف به القاب متعددی وصف می‌شود. وی را سید مصطفی کاشانی، سید مصطفی کاشانی تهرانی، سید مصطفی مجتهد کاشانی و سید مصطفی کاشانی نجفی نیز می‌خوانند، ولی بیش از همه به «سید مصطفی مجتهد کاشانی» شهره است.

## تولد
سید مصطفی کاشانی متولد کاشان است. در برخی منابع سال تولد ایشان را ۱۲۶۸ ق. ذکر کرده‌اند ولی در اغلب منابع تاریخی فارسی و عربی تولد او را به صورت تقریبی در حدود سالیان ۱۲۶۰ یا ۱۲۶۶ ق. نوشته‌اند.

## تحصیلات، استادان و شاگردان
سیّد مصطفی در کاشان، تهران و اصفهان درس خوانده و در ۲۴ سال دارد به درجه اجتهاد می‌رسد. وی مقدمات علوم را نزد پدرخوانده و در اصفهان در درس استادان برجسته‌ای چون آخوند ملاّ محمّد کاشانی، جهانگیرخان قشقایی ومحمّد باقر اصفهانی شرکت کرده و در تهران نزد محمدرضا عارف قمشه‌ای تحصیل کرد. او بعدها عازم نجف اشرف و عتبات عراق می‌گردد و در نجف از حوزه درسی آخوند خراسانی شرکت می‌کند. از شاگردان وی می‌توان به فرزندش سید ابوالقاسم کاشانی، سید حسن مازندرانی و شیخ آقابزرگ تهرانی اشاره نمود. 

## تألیفات
از سید مصطفی کاشانی اشعار و رساله توضیح المسائل باقی مانده و برخی از آثار او  بر اثر مسافرت‌ها یا حضور در جبهه‌های جنگ از بین رفته‌است. آقا بزرگ تهرانی در مواضع متعددی از کتاب «الذریعه» خود از آثار او یاد می‌کند. رسائلی فقهی- اصولی- قرآنی در زمینه‌های تفسیر قرآن، تجزی، اجزاء، قاعده لاضرر، و منجزات مریض از جمله تألیفات ایشان به‌شمار می‌رود.  

## شعر و ادب و هنر
کاشانی علاوه بر فضایل علمی و اخلاقی و زهد و تقوا و ورع، در زمینه شعر و ادب نیز توانایی بسیار داشته است و همچنین از حیث هنر خطاطی و خوشنویسی نیز مقامی بلند را دارا بوده است. وی به شعر فارسی و عربی می‌سرود. به تعبیر شاگردش علامه تهرانی در نقباء البشر، قصایدی در نهایت بلاغت و فصاحت سروده بود.

## هجرت به نجف
گفته می‌شود که وی در انتهای عصر میرزای شیرازی و میرزا حبیب‌الله رشتی به نجف می‌رود پس از یک سال و چند ماه در اواخر سال ۱۳۱۳ق راهی حج می‌شود ولی در مسیر بر اثر گرد و غبار و گرمای هوا و برخی گرفتاری‌های دیگر دچار چشم درد ممتدی می‌شود که با دوا و درمان، شفا نمی‌یابد و عاقبت قصیده‌ای در مدح حضرت علی سروده و در روز عید غدیر آن را در کنار ضریح مطهر علوی خوانده و بدین وسیله چشم دردش از بین می‌رود و این موضوع در تمام عراق و ایران می‌پیچد.

## از دیدگاه دیگران
- در تذکرة خوشنویسان آمده‌است: «جناب حاجی سیّد مصطفی مجتهد بن حاجی سیّد حسین بن حاجی میر محمّد علی کاشانی، عالمی است ربّانی، خطّ شکسته را در گرمی و نرمی و سختی و صلبی به روش میرزا رضای بغدادی نگارد و قصیده پارسی را به روش انوری و منوچهری و نشیدة عربی را مانند بحتری و بوعلای معرّی فرماید. در هیجده علمِ اجتهاد هر یک را معلّمی است بس استاد و امروز در عتبات عالیات محضر درس را ادریس و منبر نصیحت و وعظ را برجیس است ... با آن که همواره مسند قضاوت را اقضی و وسادة «حَکمتُ بذلک» را واجب الاطاعه و مسموع الفتوی است از دشمن و دوست هرگز اصغا نشده‌است که امضای قضیه[ای] را به غرض و ریا کند یا اجرای حکمی را به هوس و هوا نماید. بسی نیکو بُشره و حسن العشره، مصاحبتش بشاشت انگیز و مطایبتش شرعی و هشاشت‌آمیز است. عمّا قریب است که کوس فضلش را بر بام هفت اقلیم کوبند و صیت علمش را بر مناره‌های جهان مانند اذان سرایند ...»(تذکرهٔ خوشنویسان، ص۲-۱۶۱.)
- شیخ محمدعلی مدرس تبریزی صاحب «ریحانة الادب» دربارهٔ وی می‌نویسد: «... علاوه بر مراتب علمیّه، در محاسن اخلاق هم طاق و دارای قریحه شعری صاف بوده و اشعار او فصاحت و محسنّات بدیعیّه را جامع می‌باشد. دیوانی هم در مناقب و مراثی حضرات معصومین (ع) داشته و هر یک از استصحاب و تجرّی و تفسیر مختصر قرآن و حاشیة ارشاد علاّمه و حاشیة شرایع و قاعدة لاضرر و و منجزات مریض تألیفاتی داشته...» (ریحانه الادب؛ مدرس تبریزی، ج ۵، ص ۲۱.)
- در کتاب «مختصر جغرافیای کاشان» پیرامون مجتهد کاشانی چنین آمده‌است: «حاجی سیّد مصطفی مجتهد حجّة الاسلام پسر   آقا سیّد حسین مجتهد کاشانی ساکن طهران، برای تکمیل علوم دینیه به عتبات عالیات رفت و در آنجا به مقام حجّة الاسلامی رسید. رسالة تقلیدیّه اش به طبع رسیده. تألیفات دیگر هم دارد. ادیب و فقیه ممتاز بود. خطّ شکسته را خوب نوشت. در سنّ هفتاد [؟] سالگی در سنة ۱۳۳۶ در عتبات عالیات وفات کرد.» (مختصر جغرافیای کاشان، ص ۴۱.)

## اندیشه‌های سیاسی
در زندگی مصطفی کاشانی مظاهر و نمودهای بسیاری از ظلم ستیزی و عدالت خواهی را می‌توان دید. مطالبی چون پشتیبانی مستمر و مدام از نهضت عدالت خواهانهٔ مشروطه، دفاع از ممالک اسلامی، فتوای جهاد علیه کفار متجاوز و اشغالگر، حضور در جبهه‌های نبرد و .... 

## در مشروطه
سید مصطفی کاشانی یکی از رهبران روحانی این نهضت است که فعالیت‌های مشروطه خواهی و قانون خواهی بسیاری داشته‌است. چه در زمان مشروطه اول، چه استبداد صغیر که برخی مکتوبات آخوند خراسانی و شیخ عبدالله مازندرانی توسط وی به مشروطه خواهان ایرانی ارسال می‌گردید. و چه هنگام مشروطه دوم که حتی مجتهد کاشی به عنوان یکی از مجتهدان جامع‌الشرایط توسط مراجع نجف اشرف برای انتخاب طراز اول‌های مجلس شورای ملی برای نظارت بر مصوبات مجلس شورا در عدم مخالفت با شرع انور معرفی می‌گردد. همچنین چنانکه آخوند خراسانی تا دم آخر زندگی مدافع مشروطه باقی‌ماند   کاشانی نیز جزو همراهان وی بود و عازم حرکت به سمت ایران و جزو مجتهدان برجسته این حرکت بود. بعدها در کاظمیه نیز ایشان به خیل مجاهدان پیوست. (واقعات اتفاقیه شریف کاشانی، ج۱، ص۲۹۶. سیاست نامه خراسانی، ص۲۶۰. سیری در سیره علمی و عملی آخوند خراسانی، عبدالرضا کفایی و دیگران، ص۱۶۸. حیات الاسلام فی احوال آیة الملک العلام یا برگی از تاریخ معاصر ایران، آقانجفی قوچانی، ص۱۲۷.)

## استعمار ستیزی
در انتهای عصر مشروطه دوم و در سالیان ۱۳۲۸ و ۱۳۲۹ق روسیه ایران را تهدید به اشغال نظامی‌کرد و انگلیس نیز با وی همدست بود. از سوی دیگر برخی استعمارگان دیگر مانند ایتالیا لیبی را تهدید به اشغال نمود. علمای شیعه علاوه بر تلاش برای دفع استعمار تهدیدکننده ایران ضد استعمارگرانی که دیگر بلاد شیعه و سنی را تهدید می‌کردند به صورت یکسان نگریسته و خود وارد عرصه مبارزه گشتند. و عاقبت فتوای لزوم دفع کفار و جهاد علیه روسیه و استعمارگران دیگر را صادر کردندو سید مصطفی کاشانی از برجسته‌ترین علمای حاضر در این قضایا بود.

## حضور در جبهه‌های نبرد
در زمان جنگ بین‌الملل اول و در هنگامیکه انگلیس در هنگامه جنگ جهانی اول عراق را به تصرف کرد تا مدت‌ها جنگ بین نیروهای داخلی و انگلیس شعله‌ور بود. برخی از علمای شیعه  غیر از صدور فتوای جهاد خود نیز وارد نزاع شدند. از روحانیون فعال در جنگ می توان به سید محمدسعید حبوبی،   مهدی خالصی، شیخ الشریعه اصفهانی، میرزا محمدتقی شیرازی، سید مهدی حیدری و سید مصطفی کاشانی اشاره کرد.
کاشانی که مدت‌ها در نجف بود نخست به کربلا و کاظمیه رفته و  سپس عازم جبهه العماره و القرنه شد. در جبهه قرنه دو مجتهد بزرگ دیگر هم حضور داشتند. یکی شیخ الشریعه اصفهانی و دیگری سید علی داماد. 

## انقلاب۱۹۲۰
انقلاب ۱۹۲۰ عراق یا همان ثورة العشرین، چند سال پس از جنگ جهانی اول روی داد و در آن زمان   سید مصطفی کاشانی درگذشته بود. اما از جهت اینکه وی در مقدمات این انقلاب نقش داشته می‌توان او را از رهبران این انقلاب دانست. انقلابی که اگر چه در ظاهر شکست خورد ولی نقطه‌ای مثبت در زندگی و سیره مجاهدان شیعه و نقطه‌ای تاریک در زندگی تاریک اندیشان وطن فروش و استعمار غرب است. در زمان اشغال عراق و نصب حکام غربی، برخی مردمان عراقی وارد ادارات حکومتی می‌شدند و علاوه شیعه و در طلیعه‌شان میرزای شیرازی دوم این همکاری را حرام دانستند.   کاشانی نیز این‌گونه فتوایی صادر کرد و پیوستن به کفار را حرام دانست. (گلشن ابرار، ج۶، ص۸۱ و تاریخ تحولات سیاسی ایران، جلال الدین مدنی، ج۲، ص۲۸۴)

## درگذشت
مصطفی کاشانی پس از سال‌ها جهاد و اجتهاد و مبارزه علیه استبداد و استعمار و تلاش برای بسط عدالت اجتماعی و اصلاح وضع نابسامان کشورهای اسلامی و به ویژه ایران و عراق، به واسطه مشاهده تسلط کفار بر عراق از غصه مریض گشت و در سال ۱۳۳۶ق. درگذشت. اگر چه برخی مانند شیخ علی ربانی خلخالی عقیده دارند که وی را کشته‌اند.
البته مسموم شدن عالمان مجاهد توسط روس و انگلیس کاری بی‌سابقه نیست و در مورد عالمان مجاهد شیعه در عصر مشروطه و دهه سوم قرن چهاردهم هجری، میرزا حسین خلیلی، آخوند خراسانی، سید علی داماد، سید سعید حبوبی، سید مهدی حیدری، میرزا محمدتقی شیرازی و شیخ الشریعه اصفهانی نیز این‌گونه مطالبی نقل شده‌است.

## فرزند
فرزند او، سید ابوالقاسم کاشانی از رهبران سیاسی در جریان ملی شدن صنعت نفت و حامیان شاه در کودتای ۲۸ مرداد بود.